# あの娘といい気分
「あの娘といい気分」（あのこといいきぶん）は、吉田拓郎が1980年5月5日にリリースした18枚目のシングル。発売元はフォーライフ・レコード（現・フォーライフミュージックエンタテイメント）。

## 概要
アルバム『Shangri-La』と同時発売され、プロデューサーとアレンジャーに、ブッカー・T・ジョーンズが担当した。
「あの娘といい気分」は、前年に行われた大晦日のコンサートで「Fの歌」という曲名で披露された。1981年に発売されたベスト・アルバム『ONLY YOU 〜since coming For Life〜』に新たに録音したテイクが収録されている。
カップリング曲の「あいつ」は、長らくアルバム未収録だったが、2011年に発売されたベスト・アルバム『ONLY YOU 〜since coming For Life〜 + Single Collection』にてはじめて収録された。

## 収録曲
- 全作詞・作曲:吉田拓郎、編曲:BOOKER T. JONES

Side:A
1. あの娘といい気分 / シングル・バージョン（4分35秒）

Side:B
1. あいつ（3分57秒）

## 収録ディスク

### アルバム
あの娘といい気分
- 『☆』はシングルバージョン、『★』は『ONLY YOU 〜since coming For Life〜』に収録されたニューテイクバージョン。

- 『Shangri-La』☆(1980年)
- 『ONLY YOU 〜since coming For Life〜』★(1981年)
- 『王様達のハイキング IN BUDOKAN』★(1982年)
  - ライブ音源。ニューテイクバージョンを踏襲している。
- 『吉田拓郎ベスト60』★(1985年)
- 『ONLY YOU 〜since coming For Life〜 + Single Collection』★☆(2011年)

あいつ
- 『ONLY YOU 〜since coming For Life〜 + Single Collection』(2011年)